# Liliopodobne
Liliopodobne (Lilianae Takht.) – nadrząd roślin jednoliściennych. Wyróżniany w niektórych systemach klasyfikacyjnych (zaproponowany w systemie Takhtajana w latach 60. XX wieku) takson obejmujący szereg rzędów zajmujących centralną pozycję w obrębie jednoliściennych. Z tej grupy wyewoluować miało szereg młodszych nadrzędów w obrębie jednoliściennych (np. komelinopodobne Commelinanae, sitopodobne Juncanae, arekopodobne Arecanae). Po ustaleniu w końcu XX wieku filogenezy jednoliściennych, w której kolejne rzędy tworzą zwykle kolejno odchodzące linie rozwojowe od wspólnego pnia, cała ta grupa w tradycyjnym ujęciu okazała się mieć charakter parafiletyczny. W systemie Ruggiero i in. z 2015 do nadrzędu Lilianae włączone zostały jednoliścienne w całości jako jedna z 18 linii rozwojowych okrytonasiennych tej rangi.

## Systematyka
Klasyfikacja w systemie Ruggiero i in. z 2015
Nadrząd Lilianae obejmuje jednoliścienne w całości stanowiąc jedną z 18 linii rozwojowych okrytonasiennych tej rangi.
Zaliczane tu rzędy (podział zgodny z systemem APG IV z 2016 i Angiosperm Phylogeny Website):
- Acorales – tatarakowce
- Alismatales – żabieńcowce
- Arecales – arekowce
- Asparagales – szparagowce
- Commelinales – komelinowce
- Dioscoreales – pochrzynowce
- Liliales – liliowce
- Pandanales – pandanowce
- Petrosaviales
- Poales – wiechlinowce
- Zingiberales – imbirowce

Klasyfikacja w systemie Takhtajana (1967–2009)
Gromada okrytonasienne Magnoliophyta, klasa jednoliścienne Liliopsida, podklasa liliowe Liliidae, nadrząd liliopodobne Lilianae.
Zaliczane tu rzędy:
- Melanthiales – melantkowce
- Trilliales – trójlistowce
- Liliales – liliowce
- Burmanniales
- Alstroemeriales – krasnolicowce
- Smilacales – smilaksowce
- Orchidales – storczykowce
- Iridales – kosaćcowce
- Amaryllidales – amarylkowce
- Asparagales – szparagowce

Klasyfikacja w systemie Reveala (1993–1999)
Gromada okrytonasienne, podgromada Magnoliophytina, klasa jednoliścienne Liliopsida, podklasa liliowe Liliidae.
Zaliczane tu rzędy:
- Agavales – agawowce
- Alstroemeriales – krasnolicowce
- Amaryllidales – amarylkowce
- Asparagales – szparagowce
- Asteliales
- Burmanniales
- Colchicales – zimowitowce
- Dioscoreales – pochrzynowce
- Hanguanales
- Iridales – kosaćcowce
- Liliales – liliowce
- Melanthiales – melantkowce
- Nartheciales
- Orchidales – storczykowce
- Petrosaviales
- Smilacales – smilaksowce
- Tecophilaeales
- Tofieldiales – kosatkowce
- Trilliales – trójlistowce

Klasyfikacja w systemie Cronquista (1981)
Nadrząd nie wyróżniany – podklasa liliowe Liliidae obejmuje dwa rzędy: storczykowce i liliowce.